# Голас, Веслав
Веслав Рышард Голас (пол. Wiesław Ryszard Gołas, 9 октября 1930, Кельце, Келецкое воеводство — 9 сентября 2021, Варшава) — польский актёр театра, кино, радио, телевидения и кабаре.

## Биография
Родился 9 октября 1930 года в Кельце, в семье военнослужащего. Отец Теофил (1903—1942) был сержантом артиллерийского полка, участвовал в сентябрьских боях против сил вермахта (1939), после разгрома Польши скрывался, был пленён немцами и умер в концлагере Майданек.
Веслав ещё школьником стал членом польского сопротивления («Серые шеренги»), в 1944 году был арестован гестапо, сидел в тюрьме.
После войны учился в Театральной академии, которую окончил в 1954 году. Ученик Александра Зельверовича.
Дебютировал в Нижнесилезском театре в Елене-Гуре. Затем — актёр варшавских Драматического (1955—1985) и Польского театров (1985—1992). Создатель комедийных образов, соучредитель Кабаре Кон, участник кабаре Дудек, исполнитель песни «Мы едем в Польшу» Ежи Васовского и Войцеха Млынарского.
Пел и играл разные роли в «Кабаре джентльменов в возрасте».
В 2008 году он перенёс инфаркт миокарда, а в октябре 2020 года и в сентябре 2021 года — инсульт, от которого умер 9 сентября 2021 года. Похоронен в семейной могиле на Повонзковском кладбище в Варшаве.

## Личная жизнь
Был женат дважды.
Первой жена была Елизавета Стефанская (развод в начале 1970-х гг.)
- Дочь Агнесса

Вторая жена — Мария Кравчик-Голас.

## Признание
- Кавалерский крест ордена Возрождения Польши (1963).
- Награда министра культуры и искусства ПНР (1967).
- Нагрудный знак 1000-летия польского государства (1967).
- Бронзовая медаль «За заслуги при защите страны» (1968).
- Офицерский крест ордена Возрождения Польши (1978).
- Золотая медаль «За заслуги в культуре Gloria Artis»[5] (2009).
- Большой крест ордена Возрождения Польши (2021, посмертно).